# هی او
هی اُ ریاضی‌دان اهل کره جنوبی متولد سال ۱۹۶۹ است. او روی سامانه پویا و ارتباط آن با نظریه اعداد کار کرده‌است. وی فارغ‌التحصیل دانشگاه ملی سئول است و دوره دکترای خود را در سال ۱۹۹۷ از دانشگاه ییل گرفته‌است. او استاد دانشگاه پرینستون، مؤسسه فناوری کالیفرنیا و دانشگاه براون می‌باشد. او نخستین استاد دائمی ریاضی زن در دانشگاه ییل بوده‌است. اکنون او در دپارتمان ریاضی این دانشگاه فعالیت می‌کند.